# Amegilla gussakovskyi
Amegilla gussakovskyi es una especie de abeja excavadora perteneciente al género Amegilla, categorizada en la tribu Anthophorini, de la subfamilia Apinae.
Fue descrita científicamente por Popov en 1946. Aparece registrada y publicada en una sección de Discover Life bee species guide and world checklist (Hymenoptera: Apoidea: Anthophila) de Ascher, J. S. y J. Pickering de 2020.

## Distribución
La especie se distribuye por Asia, en Uzbekistán, en la ciudad de Bujará.